# Enfances Renier
Pour les articles homonymes, voir Renier.
 (octobre 2015).
Si vous disposez d'ouvrages ou d'articles de référence ou si vous connaissez des sites web de qualité traitant du thème abordé ici, merci de compléter l'article en donnant les références utiles à sa vérifiabilité et en les liant à la section « Notes et références ».
Les Enfances Renier sont une chanson de geste du XIIIe siècle, qui compte pas moins de 20 000 vers (bien qu'elle soit incomplète). Elle se présente comme un prolongement tardif et marginal de la geste de Guillaume d'Orange.
Il s'agit de ce que J. Frappier appelle une « suite latérale » : la chanson raconte en effet la destinée du jeune Renier, présenté par le poète comme le fils de Maillefer et le petit-fils de Rainouart (dont on sait qu’il est le frère de Guibourc, elle-même épouse de Guillaume). Renier est par conséquent l’arrière-neveu de Guillaume.

## Argument
L’argument de cette chanson foisonnante est simple : alors que Guillaume et Maillefer embarquent pour Loquiferne, qu’ils espèrent reprendre au perfide Tibaut, le petit Renier est enlevé au berceau par Grymbert dans le palais de Portpaillart. Le voleur se rend au port de Marseille où il vend le nouveau-né à un vieux marchand nommé Gyre, qui doit chaque année donner en tribut à l’émir de Venise un nouveau-né chrétien. L’émir Brunamont fait jeter Renier à ses lions affamés, en pure perte puisque les lions refusent de le dévorer. Renier est alors secrètement recueilli par Ydoine, la fille de l’émir, qui prend soin de lui jusqu’à son adolescence (comme la fille de Pharaon prit soin de Moïse). Renier grandit sans se soucier de ses origines jusqu’au jour où il apprend, à la suite d'une rixe avec de jeunes vénitiens, qu’il est un enfant trouvé. Il décide alors de quitter Venise pour partir à la quête de son père et de sa mère. S’ensuivent toute une série de péripéties, de rebondissements et de renversements de situations impossibles à résumer. Tout ceci se finit bien puisque le héros retrouve ses parents et épouse sa belle princesse sarrasine. On a lieu de penser que la chanson s’achevait sur une apothéose, les fées marraines ayant promis à Renier qu’il ceindrait la couronne de Grèce.

## Une chanson de geste tardive
Les Enfances Renier sont triplement tardives : 
1. d’abord, par la place singulière qu’elles occupent dans la geste de Guillaume : les Enfances Renier se présentent comme une fin de cycle, une chanson du crépuscule, où l’on assiste à l’extinction progressive du lignage de Guillaume, ce qui explique peut-être que l’auteur se soit senti l’envie de lorgner du côté du premier cycle de la croisade en faisant de Renier le père de Tancrède.
2. ensuite, par rapport aux autres chansons du cycle, ce qui leur a valu d’être considérées comme un épigone malvenu ou, pire encore, comme un sous-produit aux emprunts un peu trop voyants.
3. enfin, par leur date de composition. Datables de la seconde moitié du XIIIe, les Enfances Renier entrent dans la catégorie des chansons de la décadence, corrompues par le romanesque, et illustrent fort bien la "tendance holistique" propre au genre dont parle D. Boutet[réf. nécessaire]. En effet, cette œuvre atypique et bigarrée puise abondamment dans le répertoire narratif de la chanson de geste, mais ne dédaigne pas la virtuosité narrative du roman (entrelacement) ou la fraîcheur naïve des contes folkloriques.

## Éditions
Jouissant d’une réputation exécrable, cette chanson est restée très longtemps inédite. Sa publication en 1957 par C. Cremonesi n’a guère contribué à la faire sortir de l'ombre. Elle ne fait l’objet que de mentions allusives dans les ouvrages consacrés à la geste de Guillaume et dans la poignée d’articles où elle est citée, elle n’apparaît que comme un élément de comparaison.
Une nouvelle édition de cette chanson par Delphine Dalens-Marekovic paraît en 2009 chez Champion, dans la collection des « Classiques français du Moyen Âge »  (ISBN 978-2-7453-1766-7). Une traduction est désormais disponible chez le même éditeur.

### Traduction
- [Dalens-Marekovic 2016] Delphine Dalens-Marekovic (trad. en fr. mod. par), Les Enfances Renier, Paris, H. Champion, coll. « Traductions des classiques du Moyen Âge » (no 98), avril 2016, 1re éd., 1 vol., 633, 18 cm (ISBN 978-2-7453-2954-7, EAN 9782745329547, BNF 45091845, LCCN 952316991, SUDOC 193905566, présentation en ligne).